# Укри
У́кри (латыш. Ukri) — населённый пункт в южной части Латвии, расположенный в Укрской волости Ауцского края на границе с Литвой. До 1 июля 2009 года входил в состав Добельского района.
Является центром Укрской волости. Расстояние до Добеле — 49 км. По данным на 2015 год, в населённом пункте проживало 162 человека.

## История
Поселение появилось на землях, ранее принадлежавших Укрскому поместью.
В советское время населённый пункт был центром Укрского сельсовета Ауцского района, а затем — Добельского района. В селе располагалась центральная усадьба совхоза «Укри».
В Укри имеются: магазин, библиотека, фельдшерский пункт, почтовое отделение.